# مزدوجات الأصابع الكاذبة
مزدوجات الأصابع الكاذبة (الاسم العلمي: Artiofabula)، فرع حيوي يتكون من الخنازير والحيتانيات المجترة. تم العثور على الفرع الحيوي في تحليلات النسالة الجزيئية وعلاقات التناقضت التقليدية القائمة على التحليلات المورفولوجية.